# کریستین تایدیلیوس
کریستین تایدیلیوس (انگلیسی: Kerstin Tidelius؛ زادهٔ ۱۴ اکتبر ۱۹۳۴) هنرپیشه اهل سوئد است.
از فیلم‌ها یا برنامه‌های تلویزیونی که وی در آن نقش داشته‌است می‌توان به فانی و الکساندر، چه کسی مرگ او را دید؟، و اودالن ۳۱ اشاره کرد.